# Craugastor pechorum
Craugastor pechorum är en groddjursart som först beskrevs av James R. McCranie och Wilson 1999.  Craugastor pechorum ingår i släktet Craugastor och familjen Craugastoridae. IUCN kategoriserar arten globalt som starkt hotad. Inga underarter finns listade i Catalogue of Life.